# نسمة ممدوح
نسمة ممدوح، ممثلة ومذيعة مصرية.

## بدايتها
قامت بعدد من الأعمال السينمائية والتلفزيونية وحازت على جائزة أفضل ممثلة بمهرجان الإسكندرية السينمائي 2020.
عملت كمذيعة ومقدمة برامج في عدة فضائيات عربية منها قناة أبو ظبي و أون تي في و روتانا سنيما و LBC وروتانا مصرية
وحصلت على لقب ملكة جمال العالم عام 2023.

## أعمالها

### أفلام
- كامب (فيلم): 2008:
- الأكاديمية (فيلم): 2009: مريم

### برامج
- فوازير اتفرج ياسلام
- حيلهم بينهم كمان وكمان
- نسمة عا الطاير
- نشرة روتانا برنامج شوبيز[1]
- مذيعة بس فظيعة[2]
- مذيعة حفل ملكة جمال مصر وملكة جمال العرب[3]

## روابط خارجية
Instagram